# Liebherr
 (décembre 2024).
Liebherr est une entreprise d'origine allemande et de droit suisse, fabricant d'engins de construction, machines-outils, de réfrigérateurs et d'équipements aéronautiques. Le groupe est également propriétaire de six hôtels en Autriche, en Irlande et en Allemagne.

## Histoire
Le groupe Liebherr a pour origine une entreprise familiale allemande de construction fondée en 1949 à Kirchdorf an der Iller en Bade-Wurtemberg (Allemagne) par Hans Liebherr. Ce dernier, à la recherche d'une grue de bâtiment, bon marché et facile à monter, pour améliorer la technique des travaux de construction d'une Allemagne ravagée par la guerre, fabrique en 1949 une première grue à tour pour le bâtiment. Un an après, cent dix collaborateurs réalisent un chiffre d'affaires de 2,2 millions de Deutsche Marks. Par la suite, la société se diversifie dans la construction de machines à tailler les engrenages, dans la production en série de pelles hydrauliques (1953) ou de réfrigérateurs, et dans la fabrication de machines d'élaboration et de transport du béton. La première usine hors d'Allemagne est créée en 1958 en Irlande. Elle constitue le point de départ de l'internationalisation du groupe, qui se diversifie et se lance, en 1960 dans la production d'équipement pour avions. En 1961, une usine ouvre à Colmar, en France. L'entreprise rachète, en 1995, une unité de production de tombereaux gros gabarit au Kansas (États-Unis).
En 2016, le groupe Liebherr compte près de 41 000 personnes (dont 2 696 en France) au sein de plus de cent vingt entreprises dans plusieurs pays. En 2005, selon PME magazine, Liebherr se classe au 20e rang des sociétés suisses quant au chiffre d'affaires. Liebherr produit sur vingt-neuf sites dans quinze pays répartis sur quatre continents. Cette société est dirigée par Isolde Liebherr et Willi Liebherr, enfants de Hans Liebherr. En 2012, la 3e génération de la famille Liebherr est devenue actionnaire de la Holding Liebherr. La même année, Liebherr rachète le fabricant allemand de pompes à béton Waitzinger.

## Chiffre d'affaires
| Année | CA (Mds €) | Évolution du CA (%) | Nombre de salariés |
| ----- | ---------- | ------------------- | ------------------ |
| 1998  | 3,099      |                     |                    |
| 2009  | 6,961      |                     |                    |
| 2010  | 7,587      | +8,99               | 32 979             |
| 2011  | 8,334,     | +9,8                | 35 333             |
| 2012  | 9,090      | +9                  | 37 801             |
| 2013  | 8,964      | −1,5                | 39 424             |
| 2014  | 8,823      | −1,6                | 40 839             |
| 2015  | 9,248      | +4,8                | 41 545             |
| 2016  | 9,009      | −2,5                | 42 308             |
| 2017  | 9,845      | +9,3                | 43 869             |
| 2018  | 10,551     | +7,5                | 46 169             |
| 2019  | 11,750     | +11,4               | 48 049             |
| 2020  | 10,341     | −12                 | 47 925             |
| 2021  | 11,600     | +12,6               | 49 611             |
| 2022  | 12,589     | +8,2                | 51 321             |
| 2023  | 14,042     | +11,5               | 53 659             |
| 2024  | 14,622     | +4,1                | 54 728             |

## Produits

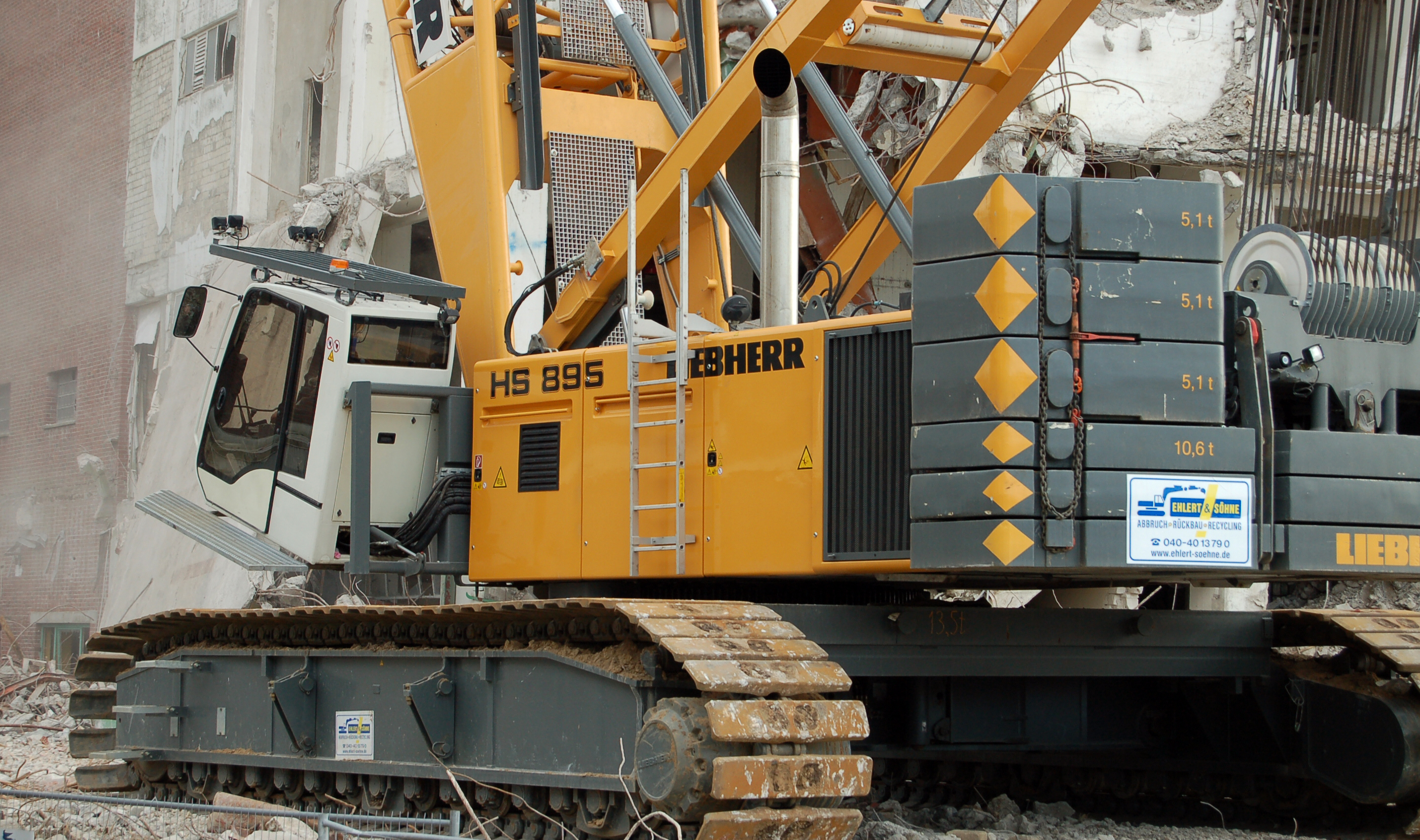
Liebherr HS 895 08.

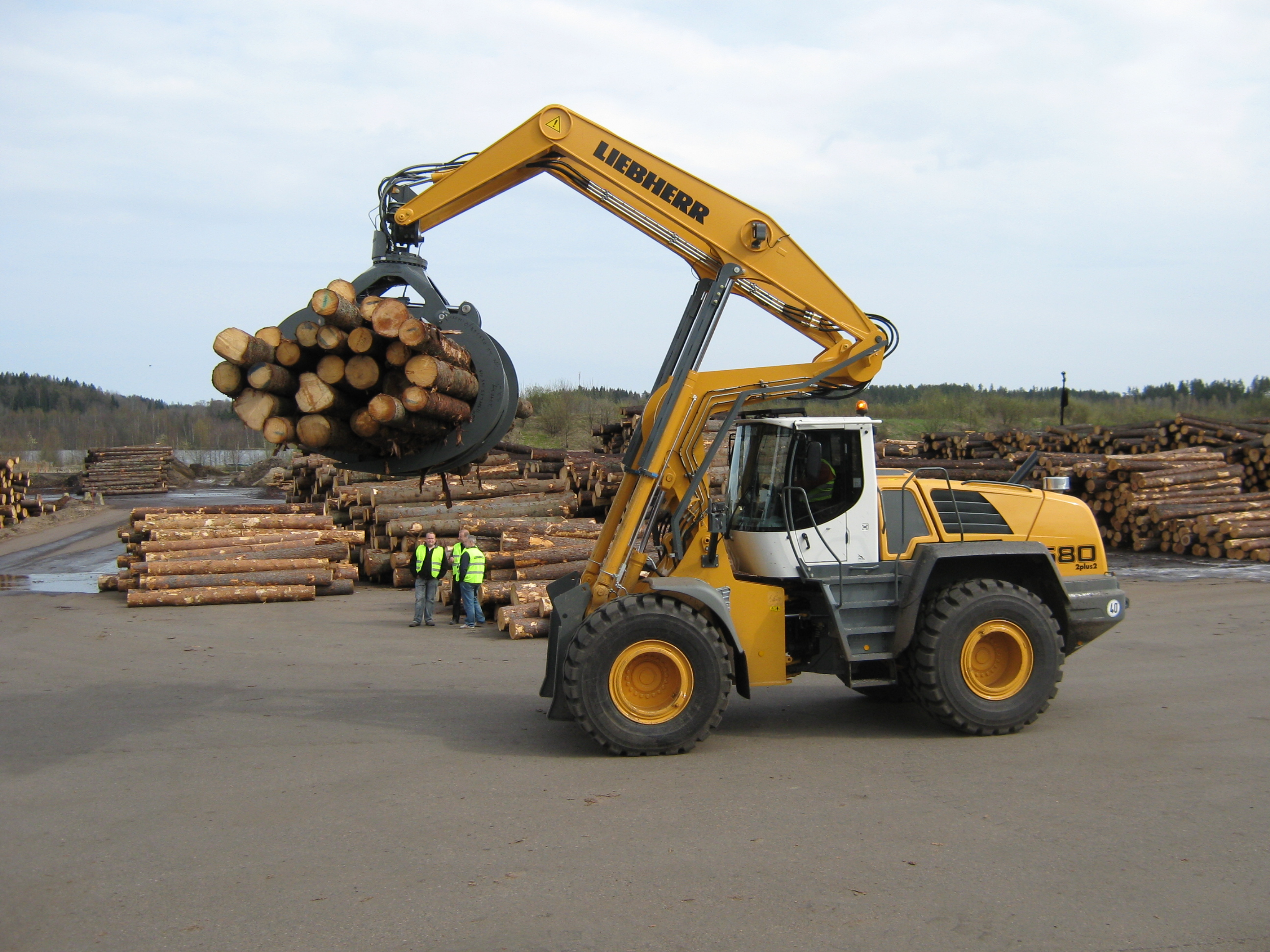
Liebherr-Radlader L 580 2plus2 LogHandler.

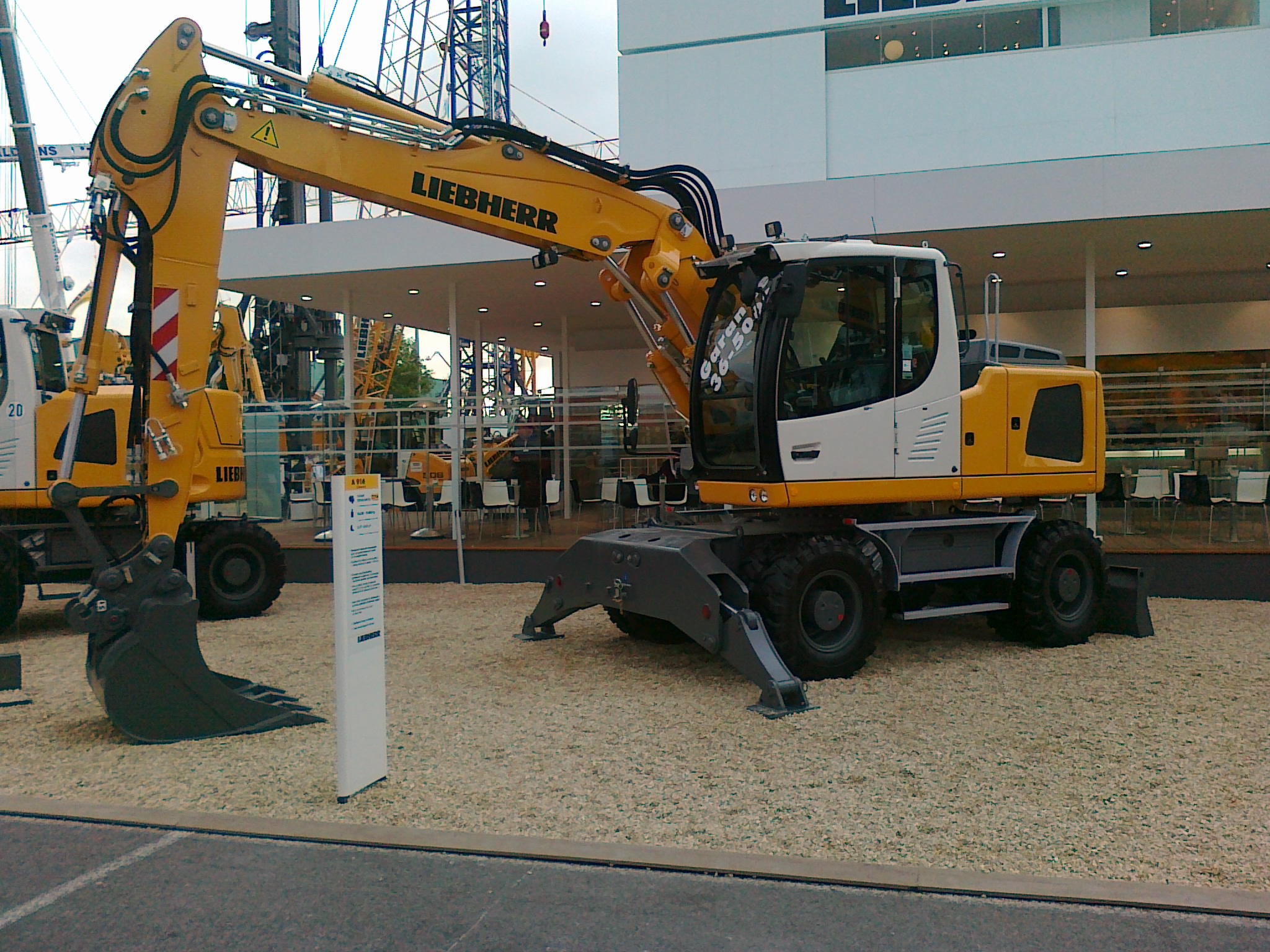
Liebherr A916.

### Grues à tour
Liebherr est le constructeur d'une gamme de grues assez diversifiée : elle couvre tout l’éventail de systèmes et de tailles et s'efforce d'offrir pour chaque mission de levage dans le bâtiment la technique appropriée. Liebherr produit aussi des grues à montage rapide.

### Grues mobiles et maritimes
Liebherr fabrique une gamme de grues mobiles à flèche télescopique et flèche en treillis, montées sur châssis mobile ou châssis chenilles, destinées à de nombreux domaines d’utilisation. Elles sont conçues pour un emploi mixte route/hors route et sont mises en œuvre sur tous les types de chantiers dans le monde entier.
Dans le domaine maritime, Liebherr produit plusieurs gammes de grues adaptées aux applications spécifiques pour la manutention de marchandises.

### Terrassement
Dans le secteur du terrassement, Liebherr produit une gamme de pelles hydrauliques, de pelles hydrauliques à câbles, de bouteurs et de chargeuses sur chenilles, de chargeuses sur pneus et de tombereaux. Le groupe utilise pour une grande partie de sa gamme des sous-groupes issus de sa propre production. Liebherr développe et fabrique l’ensemble de la technique d’entraînement et de commande des groupes de produits Diesel, systèmes hydrauliques et transmissions. Parmi les engins produits : Liebherr A924 C Litronic, Liebherr R934 Litronic, Liebherr L508 Stereo, Liebherr L556 2plus2 et Liebherr T 282B.

### Appareils ménagers
La gamme d’appareils électroménagers Liebherr comprend des réfrigérateurs table-top et à pose libre, des combinés réfrigérateurs-congélateurs, des congélateurs table-top et à pose libre, des congélateurs bahuts, des réfrigérateurs à provisions et à boissons, des caves de vieillissement et de mise en température pour le vin et du matériel de réfrigération et de congélation à usage professionnel.

### Aéronautique
Dans le domaine des équipements aéronautiques, l'entreprise produit des commandes de vol, des systèmes hydrauliques, des trains d’atterrissage et des systèmes de climatisation et de prélèvement d'air. Ces composants sont montés sur des avions d’affaires, des courts-courriers, des gros porteurs, des hélicoptères et des appareils militaires.
Le site toulousain annonce une campagne de recrutement pour l'année 2022 dont 70 CDI.

### Machines-outils
La branche machines-outils de Liebherr produit des machines à tailler par fraise-mère, machines à tailler par outil-pignon, machines à rectifier par génération et de profil et d'outils à tailler les engrenages. La gamme de machines à tailler les engrenages est complétée par la branche technique de flux matières et de mécanisation. Ce segment comporte des robots en forme de portique, des dispositifs de chargement et déchargement automatique pour machines-outils et de nombreux systèmes de transport.

### Autres

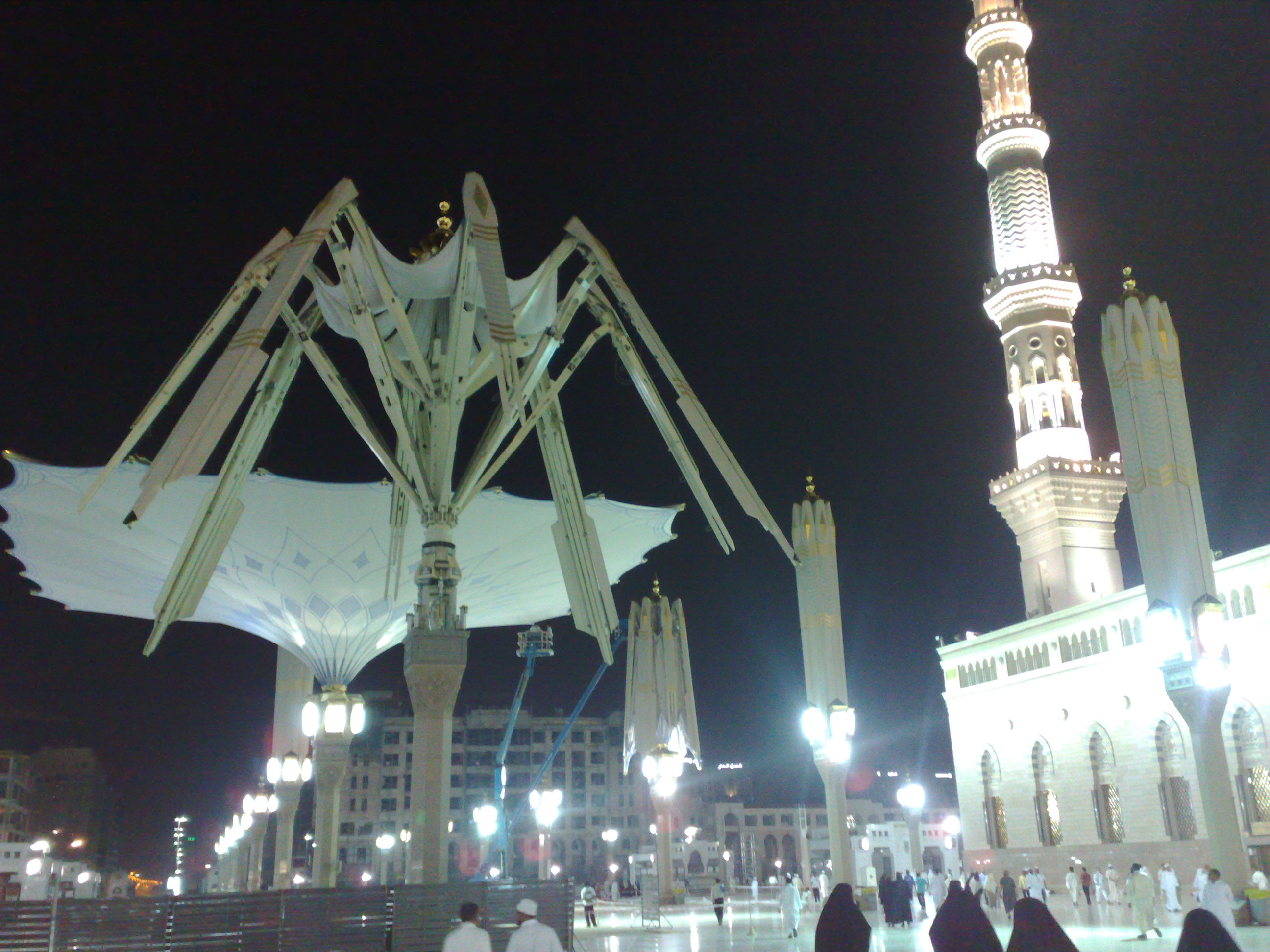
Parasol de la mosquée du Prophète (ouverture).

Outre le secteur minier, le malaxage, les composants ou les hôtels, Liebherr a réalisé 250 parasols géants de 600 m2 chacun dans la mosquée du Prophéte.

## Sites de production

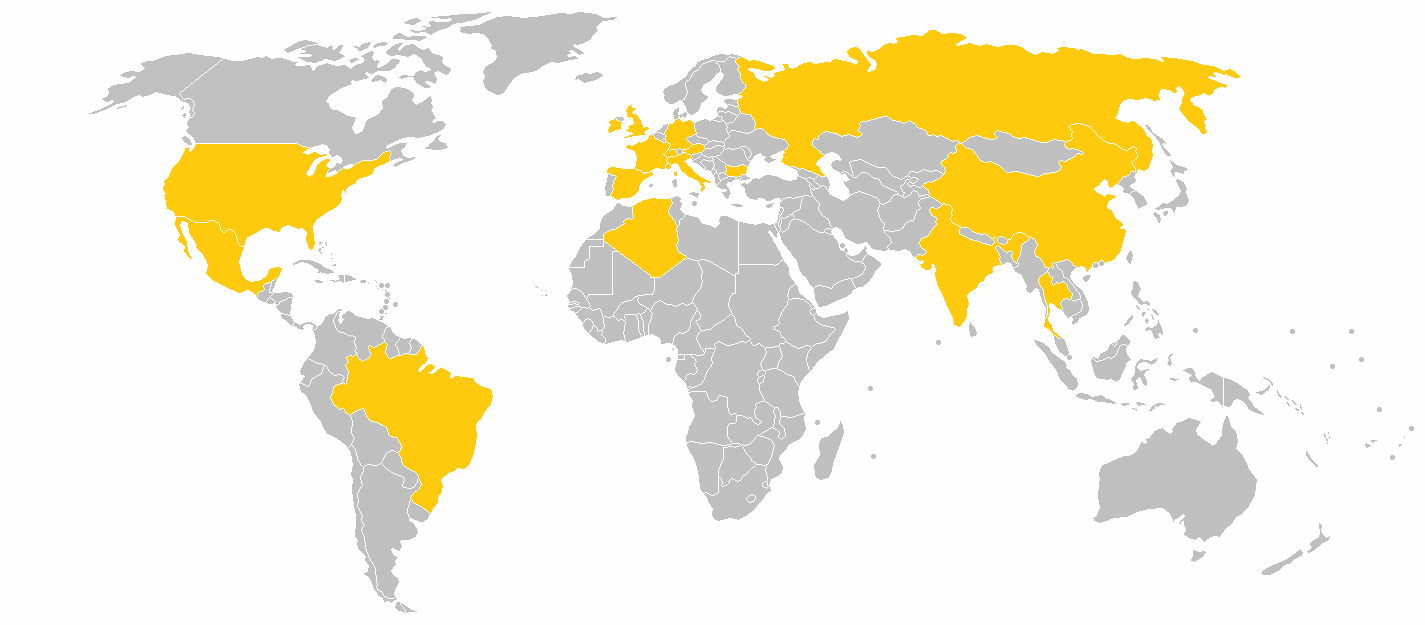
En jaune, les pays ayant une usine de production Liebherr.

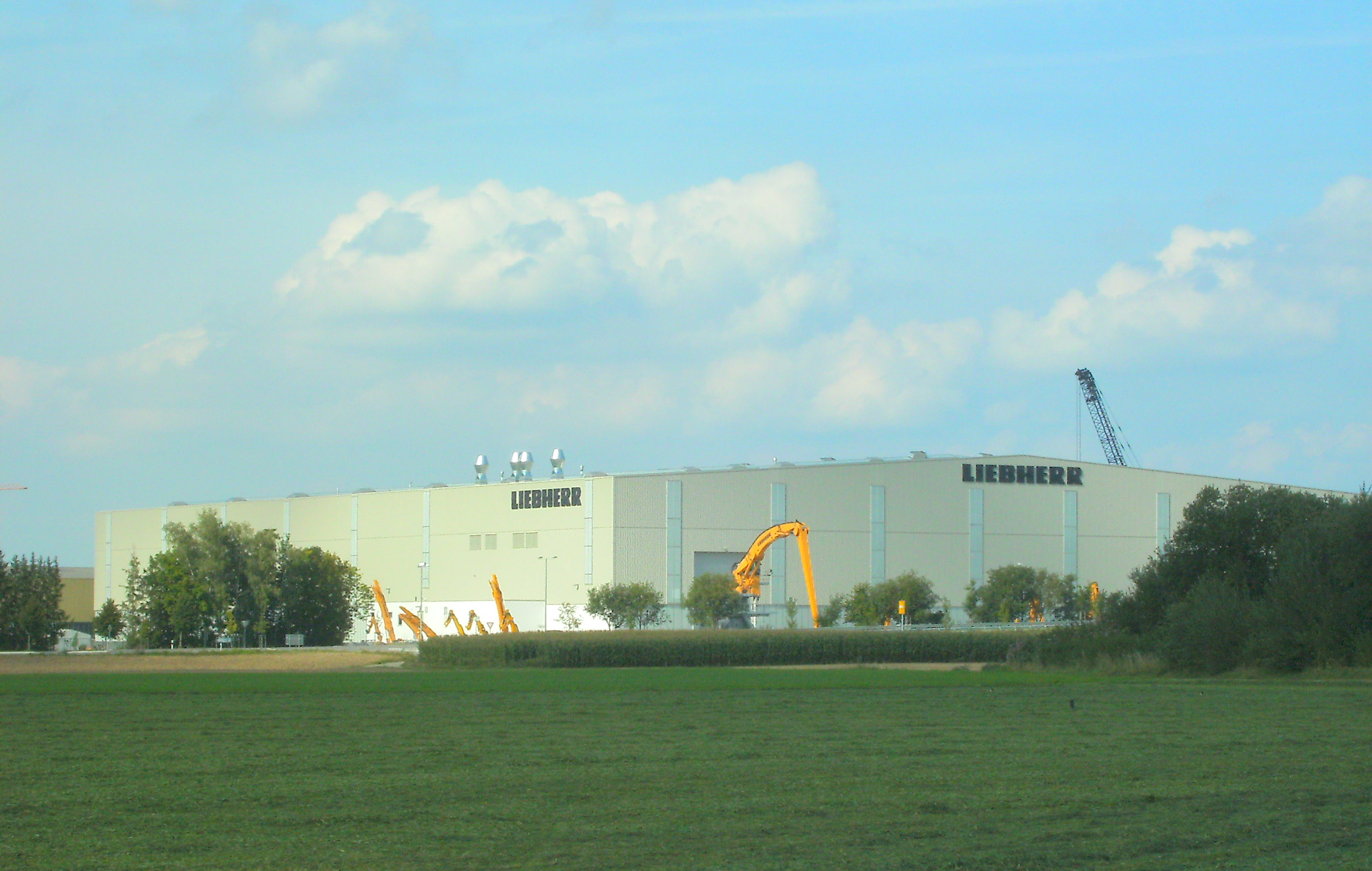
Usine de Kirchdorf an der Iller (Allemagne).

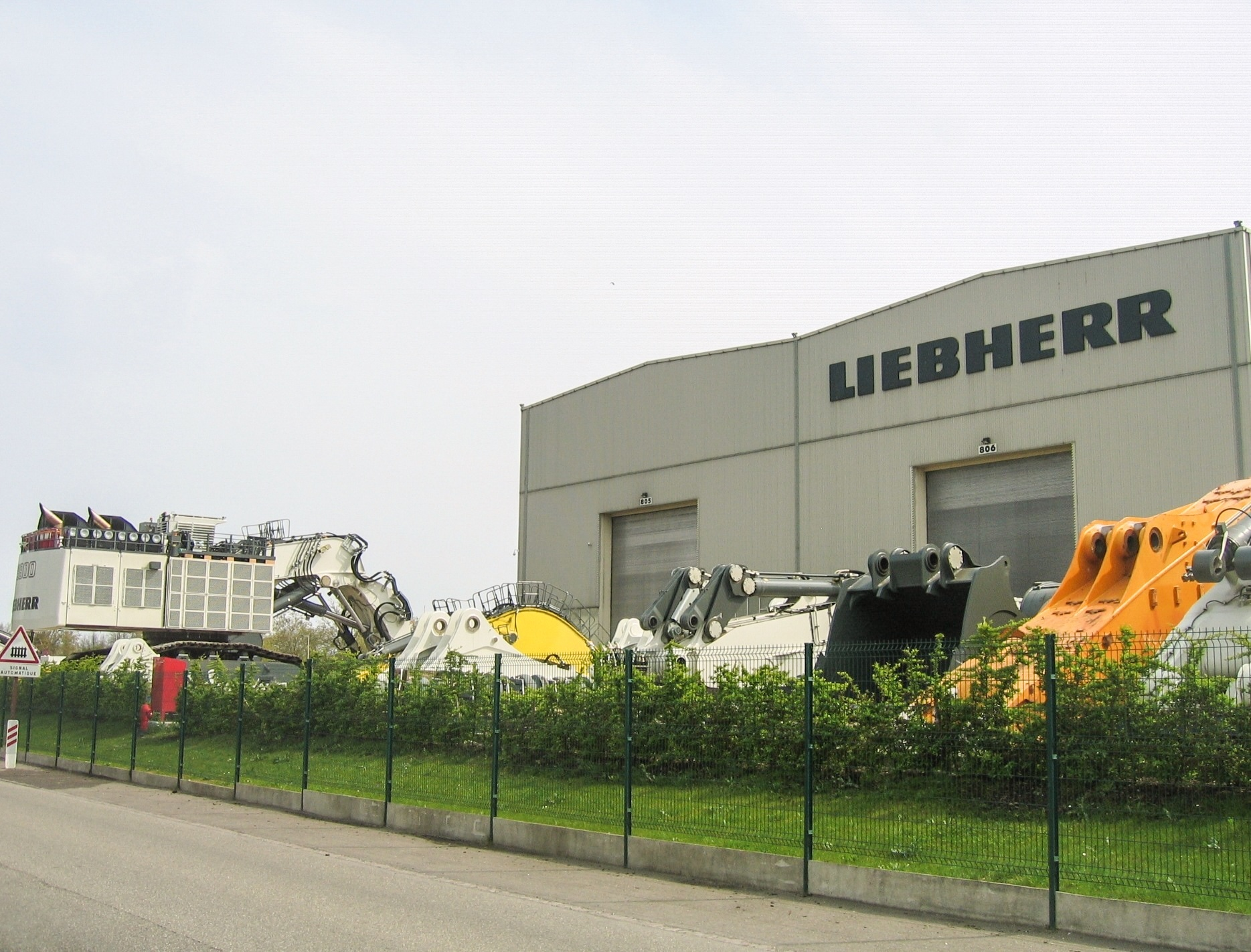
Usine de Colmar, ouverte en 1961.

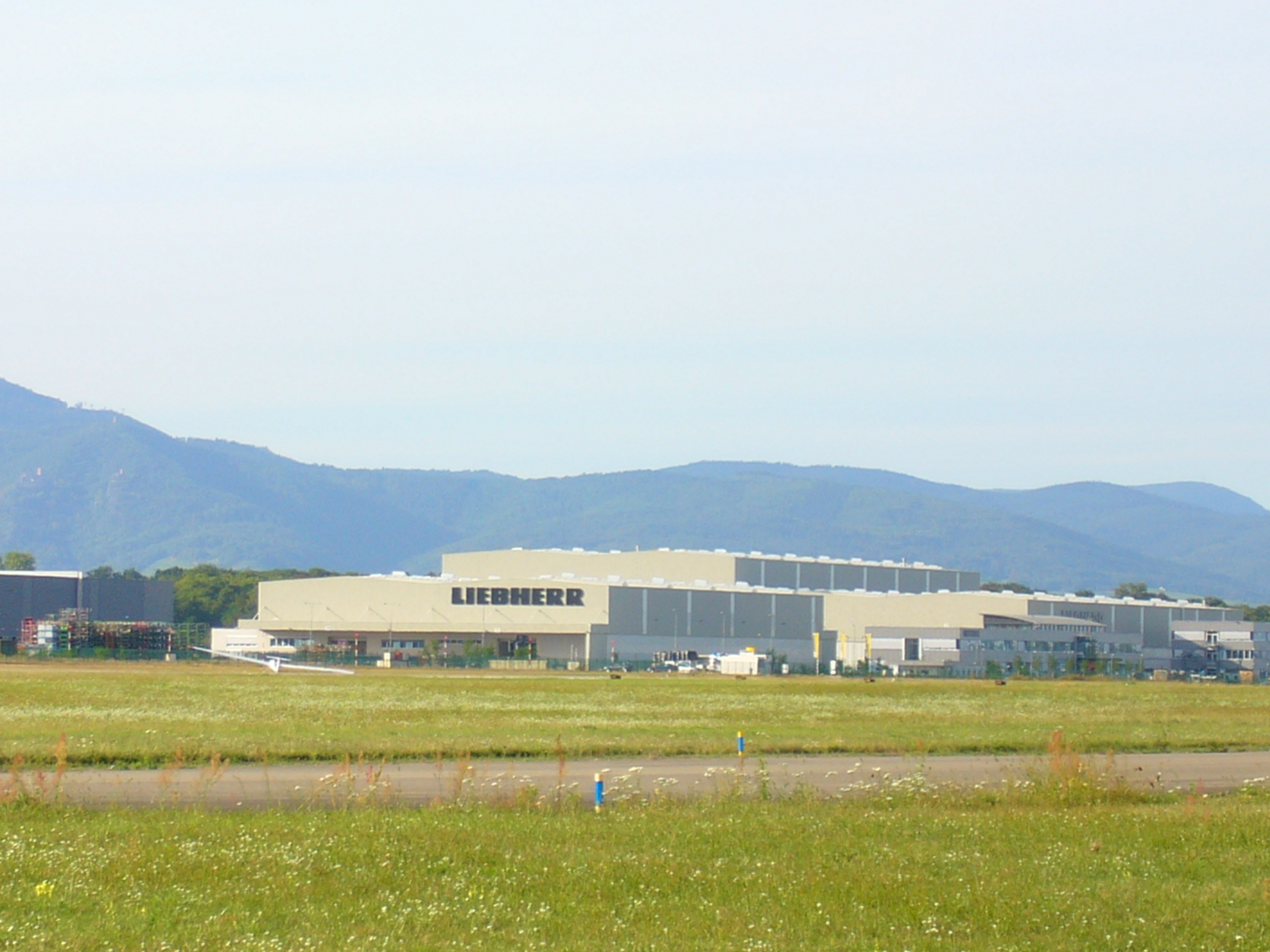
Usine Liebherr en à Colmar, ouverte en 2011.

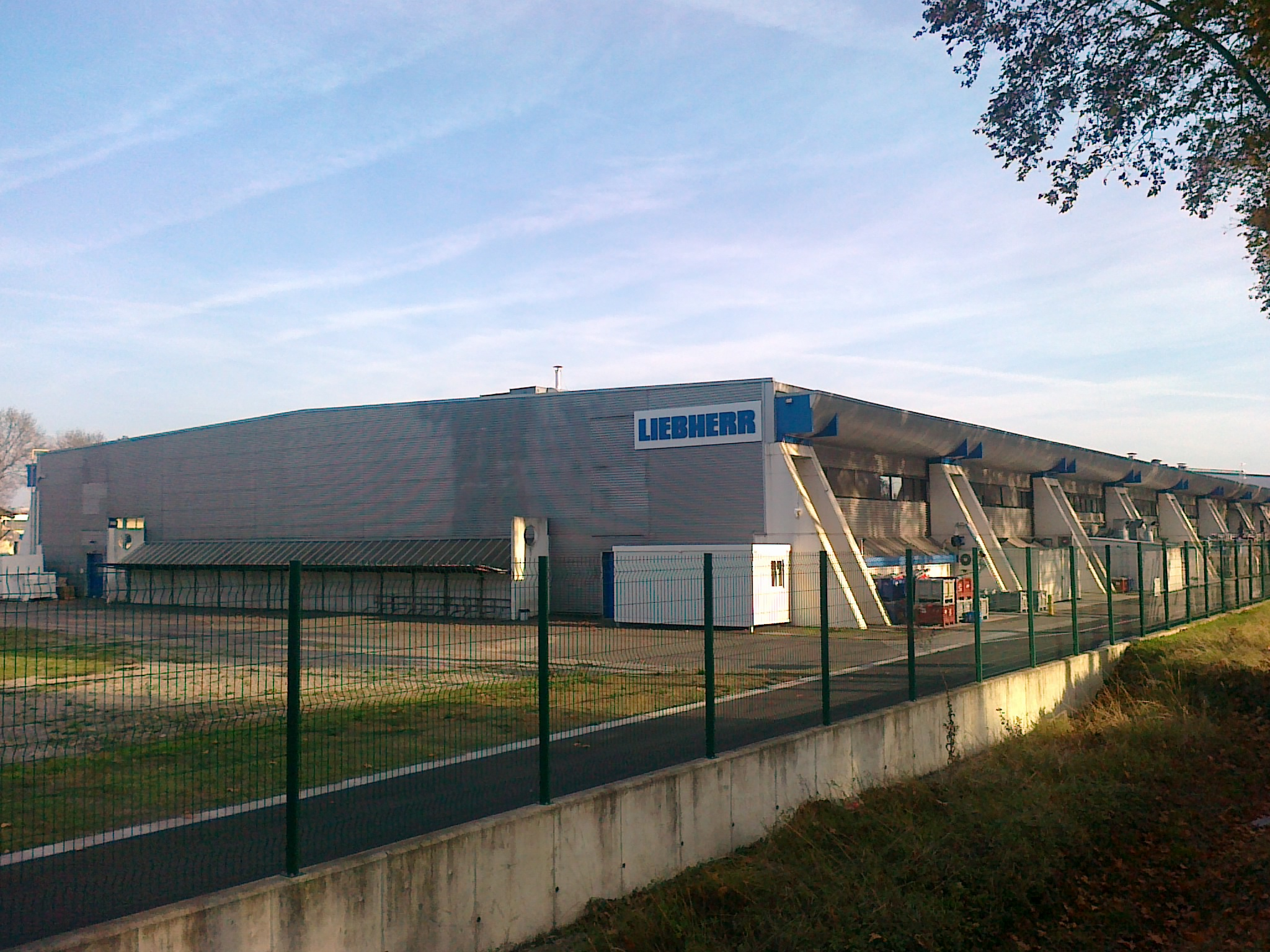
Usine Liebherr Aérospace à Toulouse.

Les activités de développement et de fabrication de tous les produits et composants du Groupe sont réparties sur vingt-neuf sites dans quinze pays sur quatre continents.

## Galerie

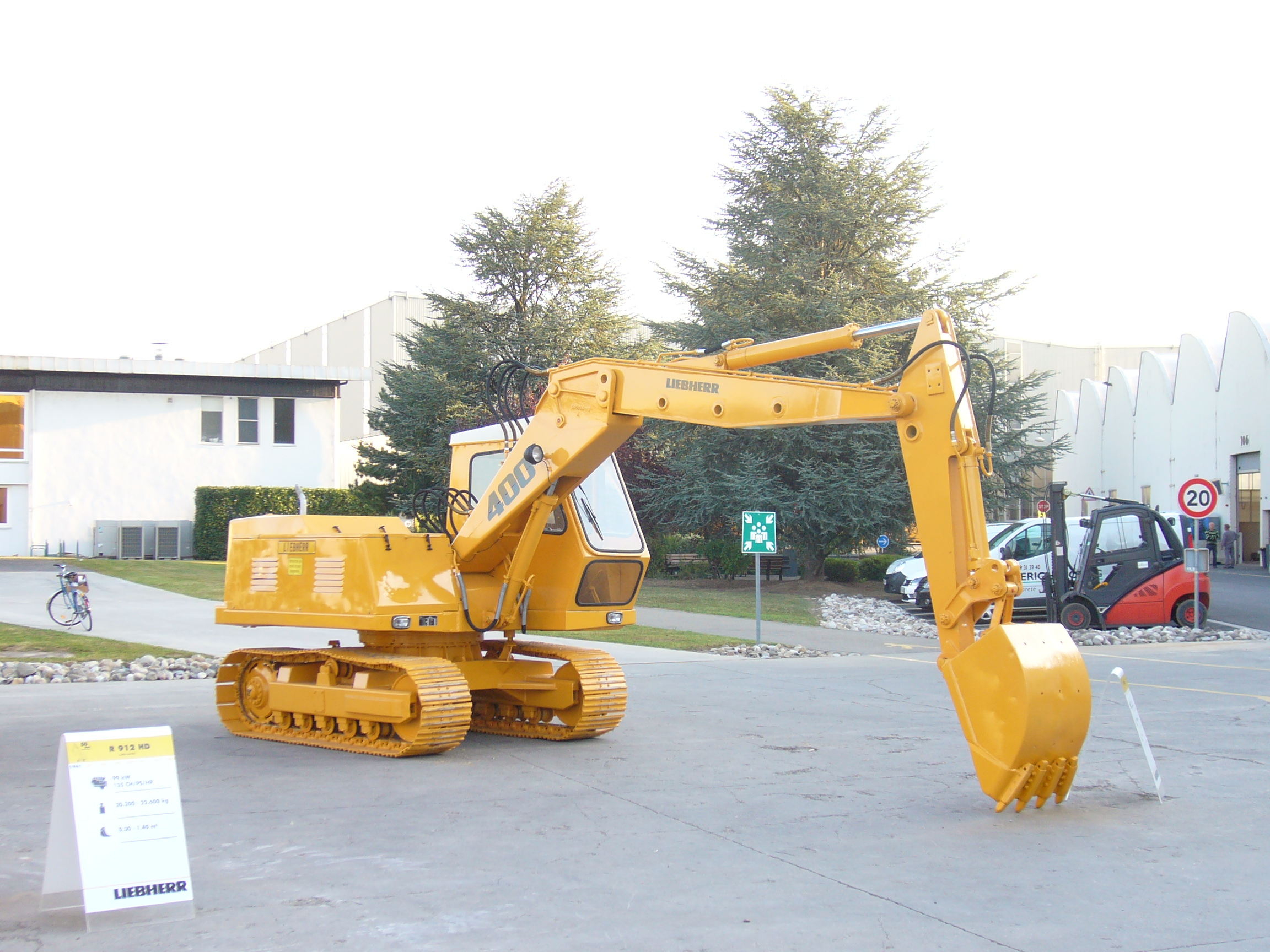
Pelle Liebherr 400.
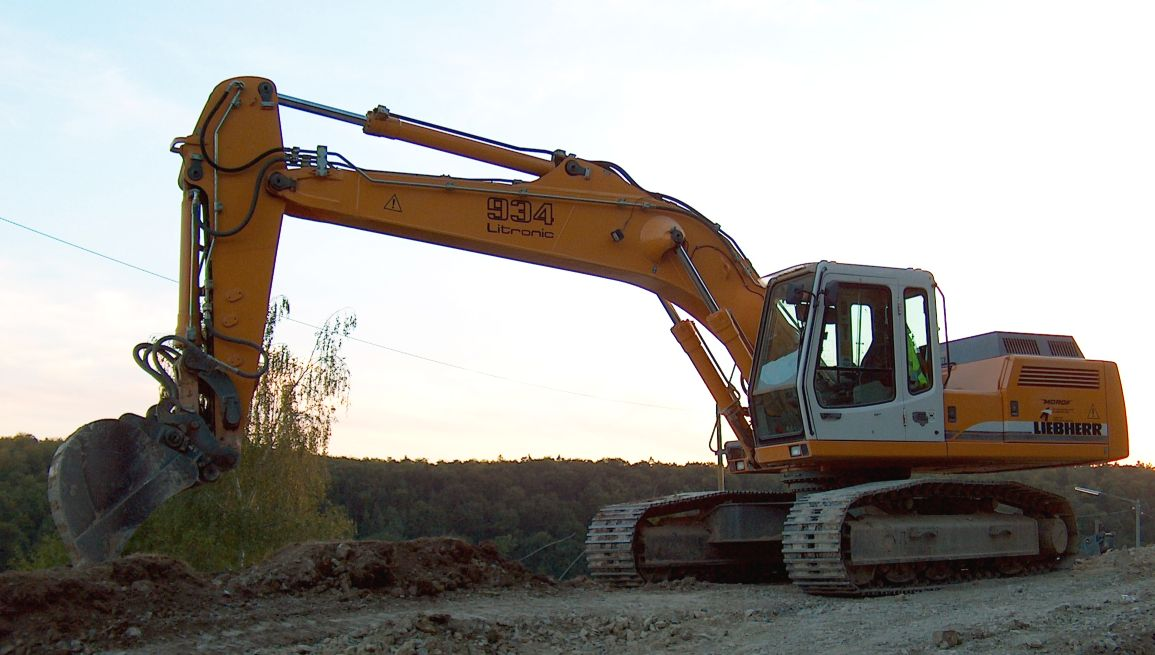
Liebherr R934 Litronic.
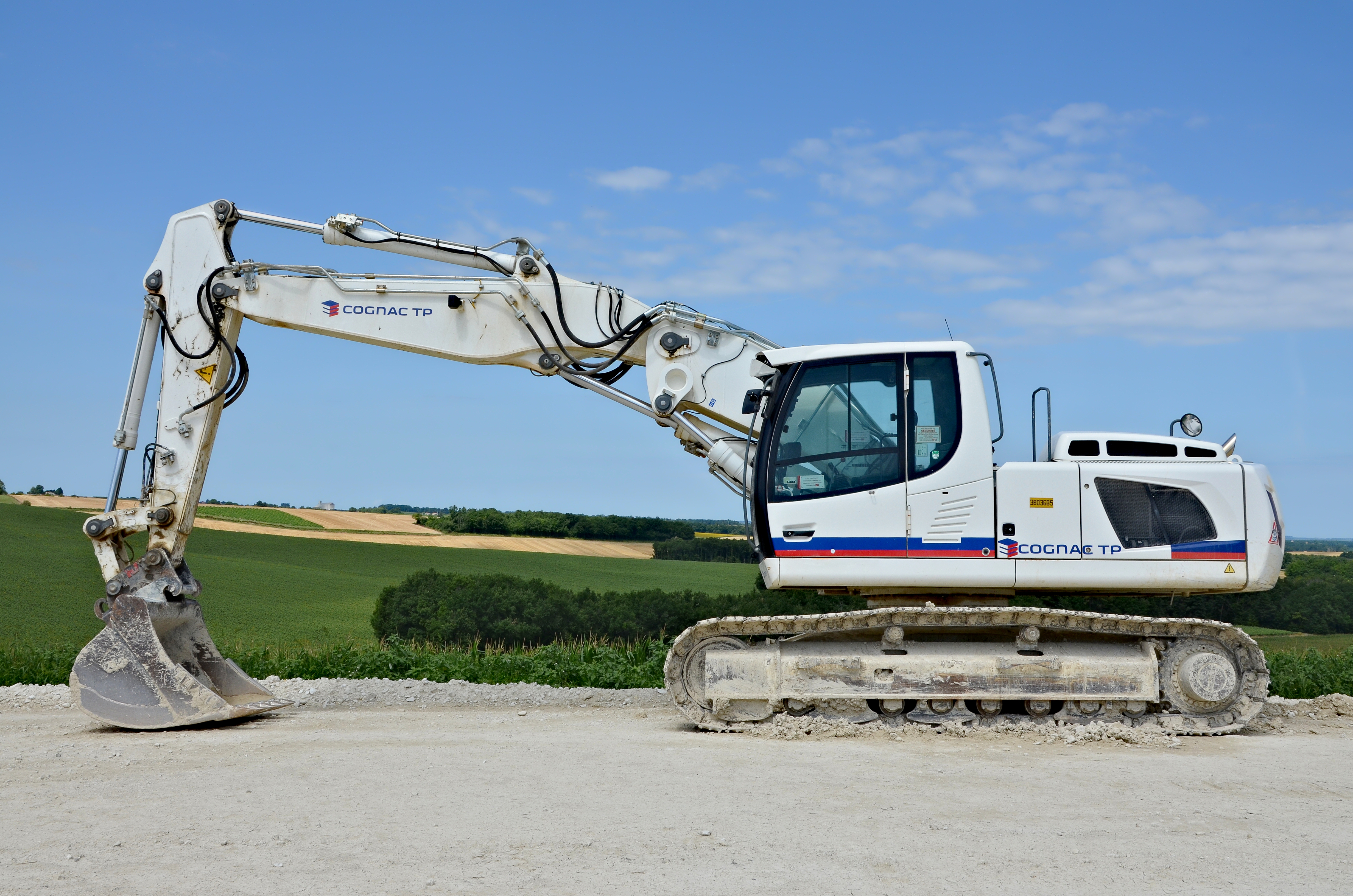
Liebherr R926.
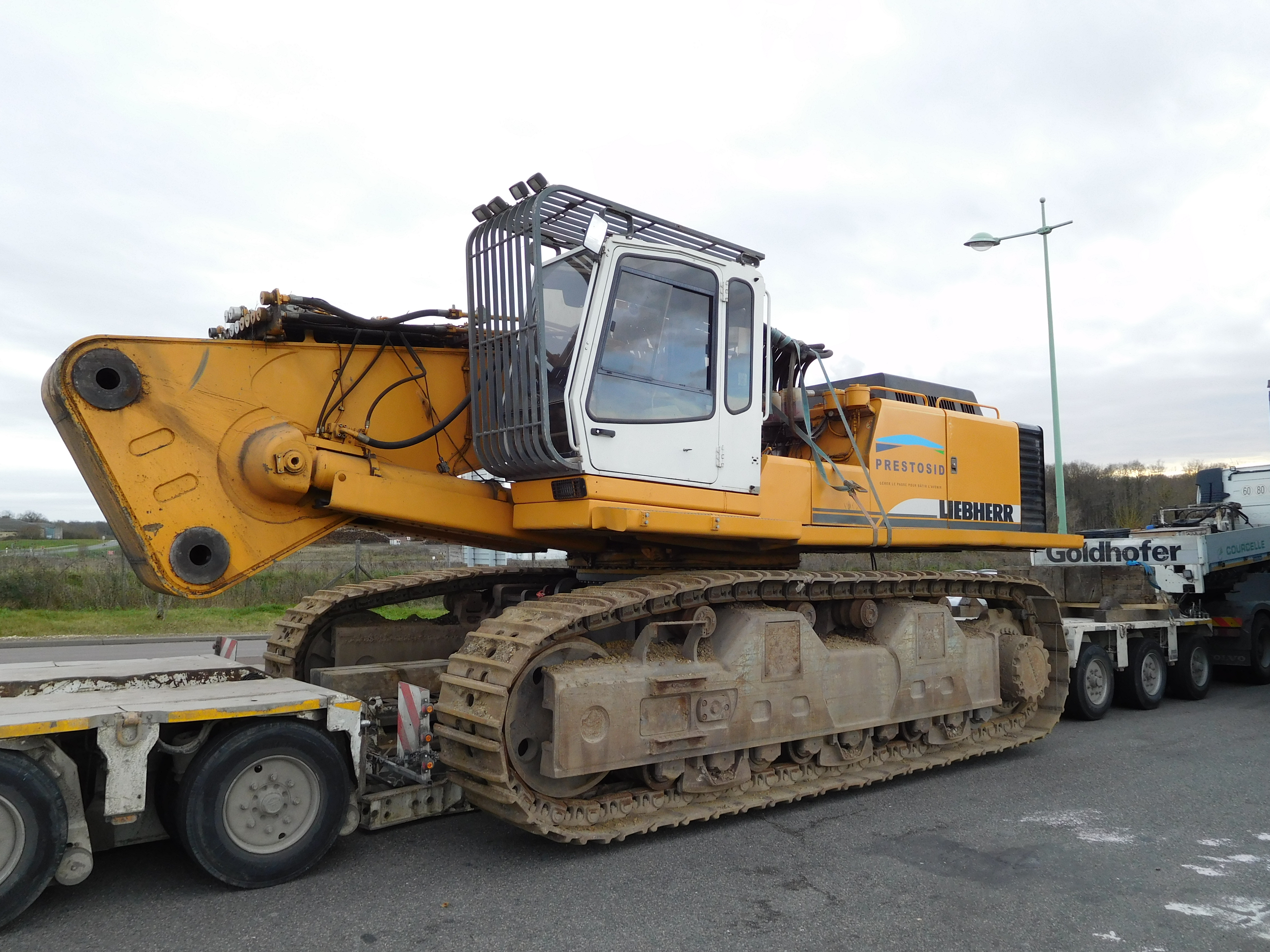
Liebherr R 974 B VH-HD Litronic (sans bras de démolition) sur plateau Goldhofer.
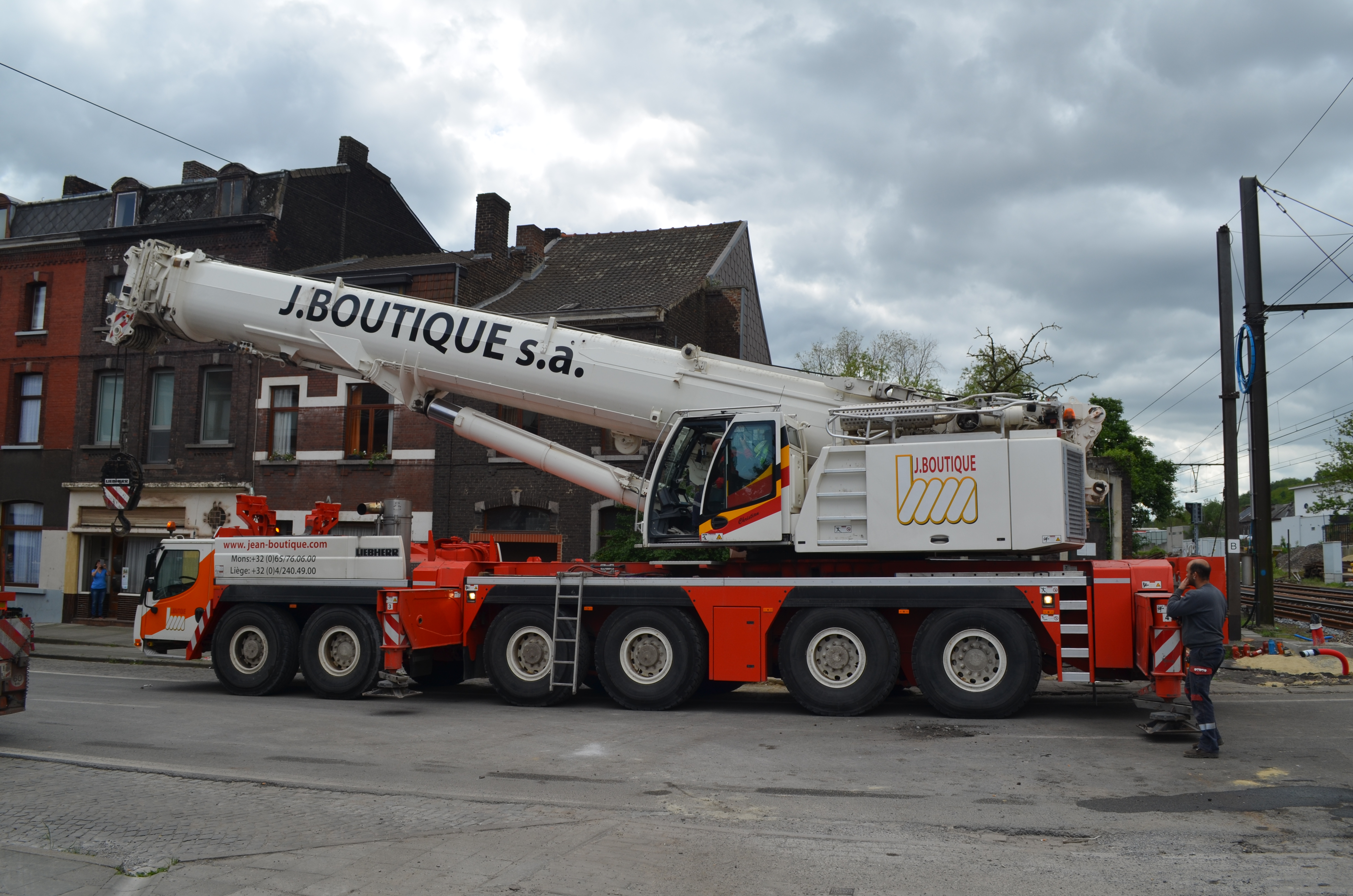
Grue mobile Liebherr LTM 1350-6.1.
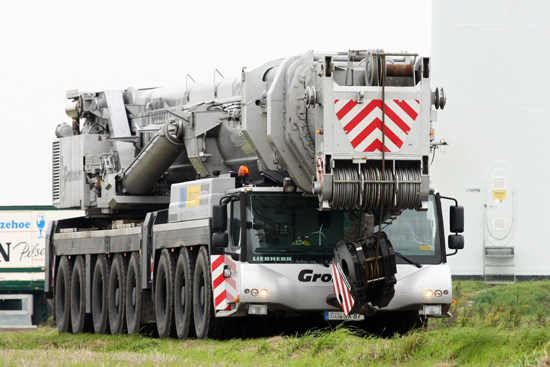
Grue mobile Liebherr LTM 1500-8.1.
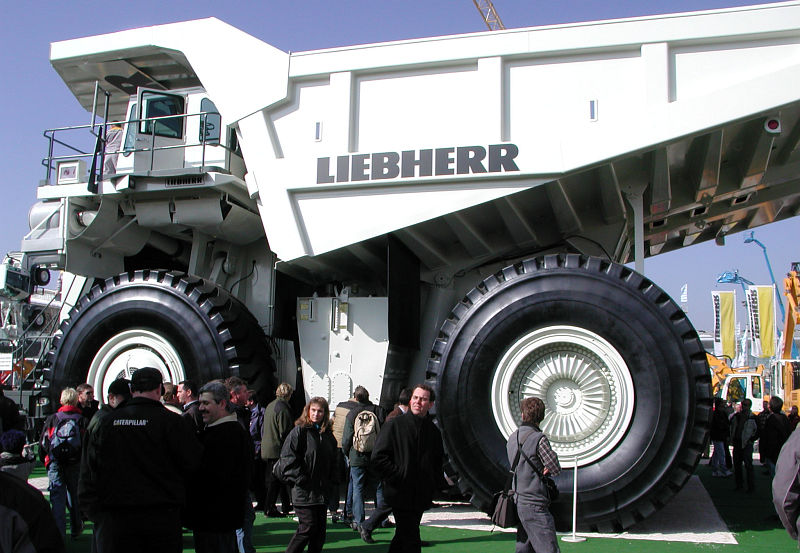
Tombereau Liebherr T 282B.
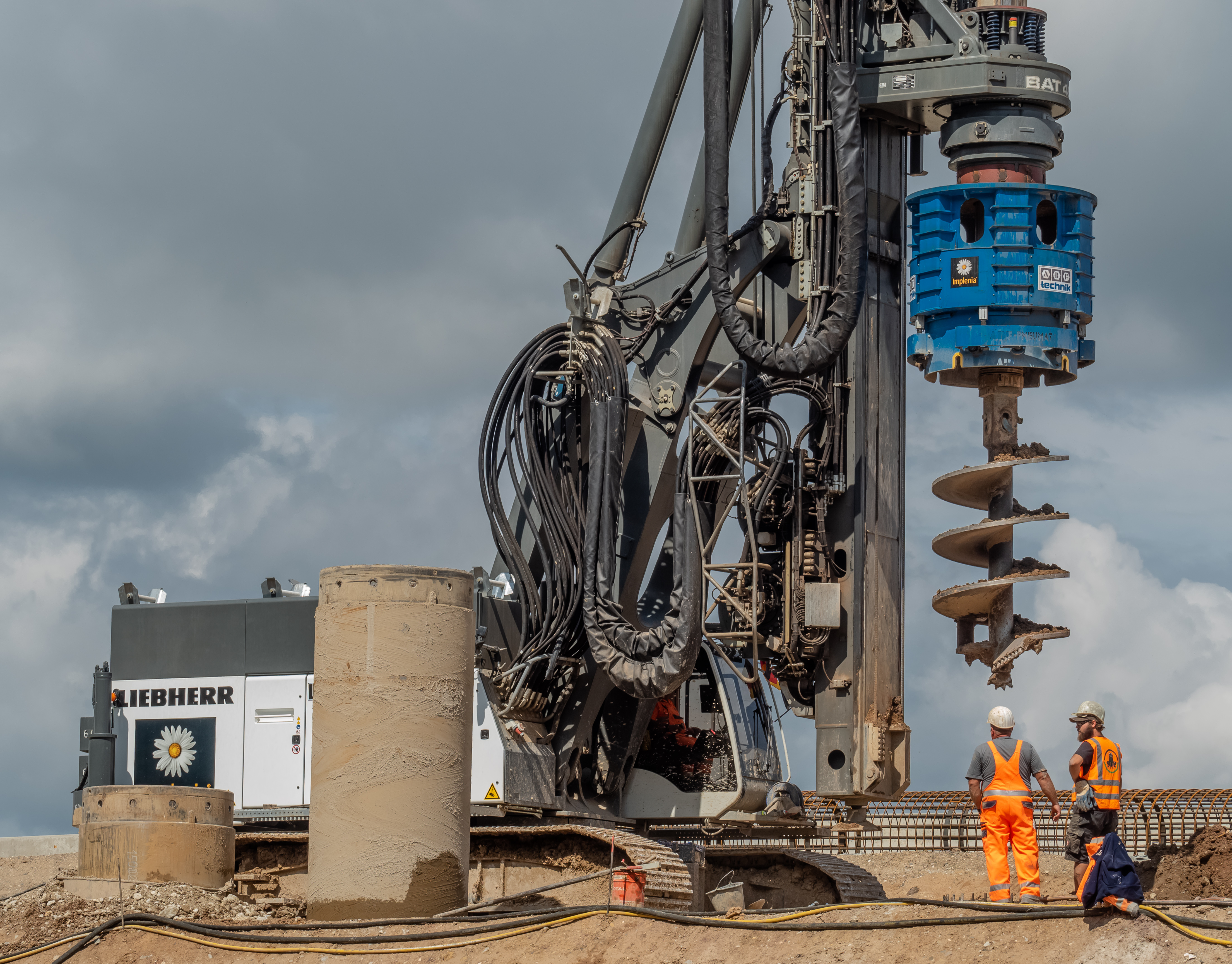
Liebherr LRB 355 pour le perçage et le forage. Juin 2016.

## Sponsoring
Liebherr est le sponsor principal d'un club allemand de tennis de table, le TTF Liebherr Ochsenhausen.
Liebherr sponsorise aussi des évènements culturels, comme la diffusion de La traviata sur écran géant sur la place du Capitole,entre le match de rugby
Leinster/Stade toulousain et la  Finale de la coupe de France le 29 avril 2023.

#### Entreprise suisse de génie civil
- Classement des plus grandes entreprises suisses
- Liste de constructeurs d'engins de génie civil

#### Électroménager
- BSH Hausgeräte
- Cevital
- Electrolux
- Groupe Brandt
- Whirlpool Corporation